# Melanzane a barchetta
Les melanzane a barchetta (littéralement, « bateau d'aubergines » en italien) sont un plat typique de la cuisine de la Campanie. On le prépare en coupant en deux l'aubergine, puis en évidant la partie centrale pour la remplir avec différentes farces comportant généralement : l'intérieur de l'aubergine, coupé en cubes et bruni ; de la chapelure, du fromage et/ou de la mozzarella ; des anchois salés ; des tomates ; des olives et des câpres. Le tout est cuit au four ou frit dans une casserole partiellement recouverte par un couvercle.